# Heliocauta atlantica
Heliocauta atlantica là một loài thực vật có hoa trong họ Cúc. Loài này được (Litard. & Maire) Humphries mô tả khoa học đầu tiên năm 1977.